# 细点圆趾蟹
细点圆趾蟹（学名：Ovalipes punctatus），俗稱花腳市仔、牛腳蹄、牛蹄蟹、黃金蟹(基隆)，为梭子蟹科圆趾蟹属的动物。圆趾蟹属原為梭子蟹科成員，今獨立出來，連同相近物種建立圆趾蟹科，仍屬梭子蟹總科。

## 分佈
本物種現時作世界性分布：从秘鲁、智利、乌拉圭到日本、中国、澳大利亚、新西兰及南非以及中国大陆的福建至黄海南部等地，生活环境为海水，主要栖息于水深10-65米的泥质或沙质海底。

## 外部連結
- 維基物種上的相關：细点圆趾蟹